# Ahosaari och Selkäsaari
Ahosaari och Selkäsaari eller Pirttisaari och Torppasaari, är en ö i sjön Päijänne i Finland. Den ligger i sjön Päijänne och i kommunen Padasjoki i den ekonomiska regionen  Lahtis ekonomiska region  och landskapet Päijänne-Tavastland, i den södra delen av landet, 150 km norr om huvudstaden Helsingfors. Öns area är 13,4 hektar och dess största längd är 0,8 kilometer i öst-västlig riktning.